# Barend Vallès
Barend Vallès, in Catalaans Bernat Vallès (geboren ?- overleden op  27 oktober 1389) was de vierde president van de Generalitat in Catalonië. Hij was kanunnik van het kapittel van de Kathedraal van Barcelona en pastoor van Santa Maria in Badalona en van Sant Pere Pescador.
Door de Staten Generaal van Tortosa wordt hij op 11 maart 1365 verkozen als afgevaardigde van de eerste stand en dus president van de Generaliteit. Hij komt aan de macht in het midden van de zogenaamde Oorlog van de twee Peters (1356-1375), tussen Peter IV van Aragón en Peter I van Castilië. Wegens de hoge kosten van de oorlog roept Peter IV de Staten Generaal in 1365 drie keer samen om meer giften te krijgen en het haardstedengeld (fogatge) te verhogen. Dit volstaat niet en door de vele extra leningen zit de Generaliteit met een enorme schuldenlast. In 1367 worden de Staten Generaal opnieuw samengeroepen in Vilafranca en er heerst nogal wat misnoegen over de hoge oorlogsuitgaven die ten nadele van uitgaven voor het algemeen belang vielen. Er wordt een onderzoekscommissie met drie afgevaardigden van de standen, waaronder Romeu Sescomes en Ramon Gener, opgericht. Die moet het beleid van de Generaliteit onderzoeken. Tijdens het onderzoek wordt Barend Vallès feitelijk ontmacht, en de abt van Montserrat Peter Vicenç wordt aangesteld als regent.